# Dimetomorf
Dimetomorf je fungicid s sistemičnim delovanjem, ki se uporablja za zatiranje peronospore in koreninske gnilobe, ki jih povzročajo glive iz rodov Pythium  in Phytophthora.